# هائیتی در المپیک تابستانی ۲۰۲۴
کاروان المپیکی هائیتی، یکی از کاروان‌های شرکت‌کننده در بازی‌های المپیک تابستانی ۲۰۲۴ بود. این دوره از بازی‌ها از ۲۶ ژوئیه تا ۱۱ اوت ۲۰۲۴ (۵ تا ۲۱ امرداد ۱۴۰۳ خورشیدی) به میزبانی پاریس، پایتخت فرانسه برگزار شد.این حضور، هجدهمین تجربه کاروان هائیتی در المپیک بود. علیرغم این که این کاروان نخستین حضورش را در نخستین المپیک (المپیک ۱۹۰۰) تجربه کرده بود، اما در دوره‌های گوناگونی شرکت نکرد. آنها به عنوان بخشی از تحریم‌کنندگان به رهبری ایالات متحده، در المپیک ۱۹۸۰ مسکو نیز حضور نداشتند. آخرین مدال کسب شده توسط ورزشکاران این کاروان، به المپیک ۱۹۲۴ بازمی‌گردد و آن‌ها در این کاروان نیز موفق به کسب هیچ مدالی نشدند.

## شرکت‌کنندگان
ورزشکاران این کاروان در رشته‌های زیر به رقابت پرداختند.
| ورزش        | مردان | زنان | مجموع |
| ----------- | ----- | ---- | ----- |
| دو و میدانی | ۱     | ۱    | ۲     |
| بوکس        | ۱     | ۰    | ۱     |
| ژیمناستیک   | ۰     | ۱    | ۱     |
| جودو        | ۱     | ۰    | ۱     |
| شنا         | ۱     | ۱    | ۲     |
| مجموع       | ۴     | ۳    | ۷     |